# اچ‌ام‌اس سی۳۵
اچ‌ام‌اس سی۳۵ (به انگلیسی: HMS C35) یک زیردریایی بود که طول آن ۱۴۳ فوت ۲ اینچ (۴۳٫۶۴ متر) بود. این زیردریایی در سال ۱۹۰۹ ساخته شد.